# صالح فرحان
صالح فرحان (انگلیسی: Saleh Farhan؛ زادهٔ ۱ ژانویهٔ ۱۹۸۱) بازیکن فوتبال اهل بحرین بود.
از باشگاه‌هایی که در آن بازی کرده‌است می‌توان به باشگاه ورزشی القطر و باشگاه ورزشی الرفاع اشاره کرد.
وی همچنین در تیم ملی فوتبال بحرین بازی کرده‌است.